# Кмент, Петр
Петр Кмент (чеш. Petr Kment; 20 августа 1942, Прага — 22 августа 2013) — чешский борец, бронзовый призёр летних Олимпийских игр 1968 года в Мехико, чемпион Европы по борьбе 1968 года.
Выступал за спортивный клуб чешской полиции «Руда Гвезда Прага». Своими выступлениями продолжил традицию известных чехословацких борцов-супертяжеловесов, заложенную Густавом Фриштейнским. По окончании спортивной карьеры работал в медицине, а затем — президентом спортивного общества полиции «Олимп» (Прага).

## Достижения
Олимпийские игры:
- Олимпийские игры 1964 — 4 место
- Олимпийские игры 1968 — 3 место
- Олимпийские игры 1972 — 7 место

Чемпионат мира:
- Чемпионат Мира 1965 — 3 место
- Чемпионат Мира 1966 — 3 место
- Чемпионат Мира 1967 — 3 место
- Чемпионат Мира 1971 — 3 место
- Чемпионат Мира 1973 — 2 место

Чемпионат Европы:
- Чемпионат Европы 1966 — 3 место
- Чемпионат Европы 1967 — 3 место
- Чемпионат Европы 1968 — 1 место
- Чемпионат Европы 1970 — 6 место
- Чемпионат Европы 1972 — 6 место